# Alpaca Sports
Alpaca Sports är ett svenskt popband från Göteborg. Bandet har nått internationella framgångar och turnerat i Japan. 

## Historik
Alpaca Sports släppte sin första skiva, Sealed With A Kiss, 2014 via det svenska skivbolaget Luxury efter att ha släppt singlar 2013 och 2014. De släppte en EP 2015. 

## Bandmedlemmar
- Andreas Jonsson
- Amanda Åkerman
- Lisle Mitnik
- Carl Jirestedt
- Hampus Öhman-Frölund
- Julia Rydholm

## Diskografi

### Album / EP
- Sealed With A Kiss (2014, Luxury)
- Bellas Mixtape (2014, Luxury)
- When You Need Me The Most (2015, Luxury)

### Singlar
- Just for fun (2012)
- She'll come back for indian summer (2012)
- I was running (2012)
- As long as i have you (2013)
- Telephone (2013)
- He doesn't even like you (2013)
- Just like Johnny Marr (2014)
- Just like them (2015)